# Bjørn Magnussen
Bjørn Magnussen (2 gennaio 1998) è un pattinatore di velocità su ghiaccio norvegese.

## Biografia
Ai campionati europei di Heerenveen 2020 ha vinto la medaglia d'argento nello sprint a squadre, gareggiando con i connazionali Odin By Farstad e Håvard Holmefjord Lorentzen.

## Palmarès

### Mondiali distanza singola
- 3 medaglie:
  - 3 bronzi (sprint a squadre a Salt Lake City 2020; sprint a squadre a Heerenveen 2023; inseguimento a squadre a Calgary 2024)

### Europei
- 1 medaglia:
  - 1 argento (sprint a squadre a Heerenveen 2020)